# Gmina Vordingborg
Gmina Vordingborg (duń. Vordingborg Kommune) – gmina w Danii w regionie Zelandia.
Gmina powstała 1 stycznia 2007 roku na mocy reformy administracyjnej z połączenia gmin Langebæk, Møn, Præstø i poprzedniej gminy Vordingborg.
Siedzibą władz gminy jest miasto Vordingborg.

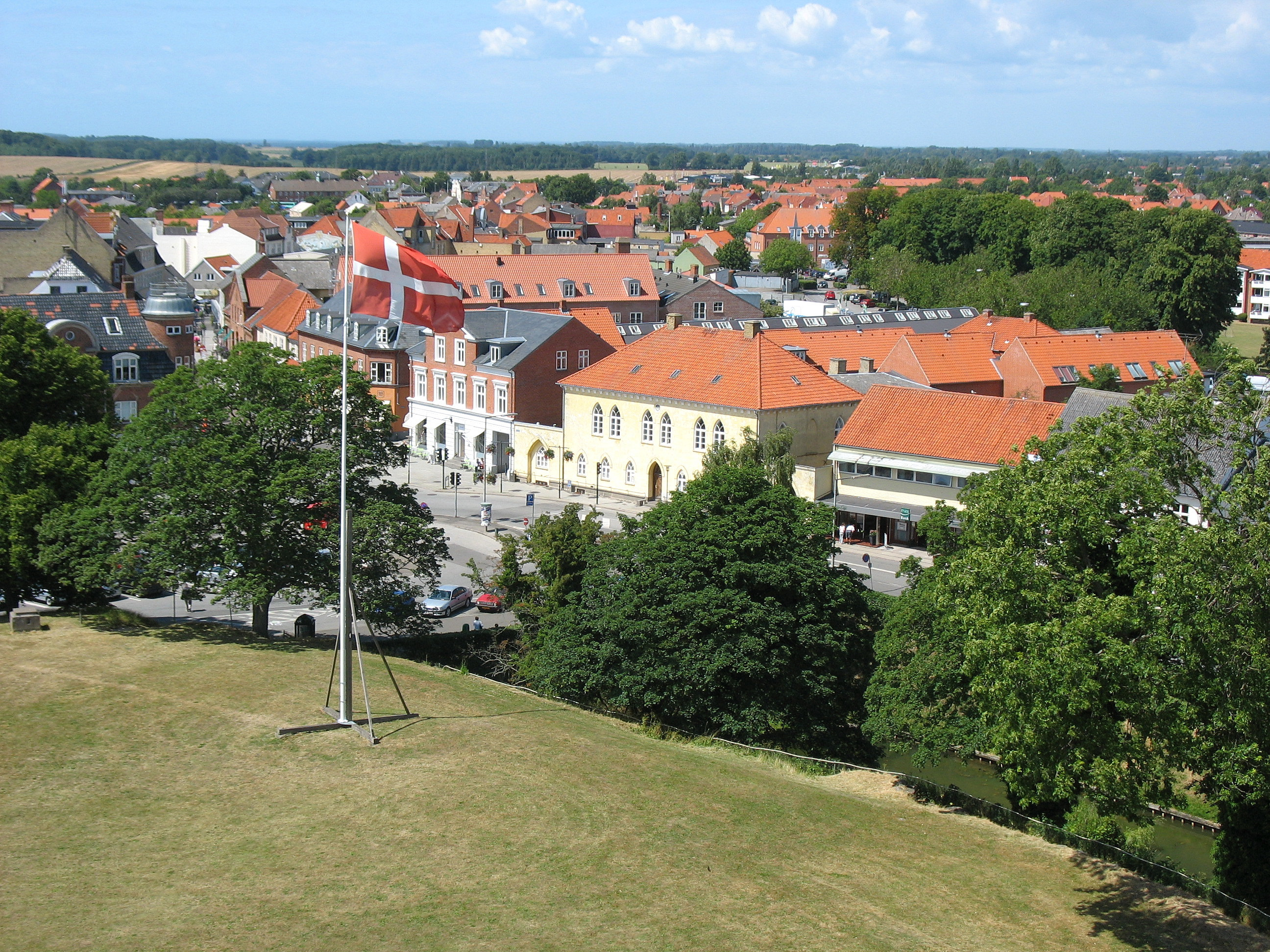
Widok na Vordingborg – siedzibę władz gminy